# Sphoeroides cheesemanii
Sphoeroides cheesemanii är en fiskart som först beskrevs av Clarke 1897.  Sphoeroides cheesemanii ingår i släktet Sphoeroides och familjen blåsfiskar. Inga underarter finns listade i Catalogue of Life.